# 宇文莫圭
宇文莫圭（？—？），宇文部首领，是宇文丘不勤之子。《魏書》為了避北魏道武帝拓跋珪諱，把莫圭改稱莫廆，而《晉書》則作莫圭。

## 生平
晉太安年間，宇文莫圭派遣弟弟宇文屈云进攻慕容廆，慕容廆将宇文部的军队击败，宇文莫圭又派遣别部素延前往棘城讨伐慕容廆，再度被慕容廆击败。但當時其部眾仍然十分強盛，莫圭自稱單，塞外諸部對他也有畏憚之心。
莫圭在位年期不明，死後由其子宇文遜昵延繼位。

## 延伸阅读
[在维基数据编辑]
 《魏書·卷103》，出自魏收《魏书》
 《北史·卷098》，出自李延壽《北史》